# سامان تورانیان
سامان تورانیان (زادهٔ ۲۱ آذر ۱۳۸۰) بازیکن فوتبال اهل ایران است که در پست دفاع راست برای باشگاه فوتبال استقلال تهران در لیگ برتر خلیج فارس بازی می‌کند.

## دوران باشگاهی

### مس کرمان
سامان تورانیان که محصول آکادمی باشگاه مس کرمان است، نقش حیاتی در صعود باشگاه مس کرمان به لیگ برتر داشت و در لیگ برتر هم عملکرد خوبی داشت و توانست برای مس کرمان در لیگ برتر، ۲۲ مسابقه به میدان برود و با عملکرد خوبی که داشت باعث شد جزو چهره‌های جوانِ شاخص لیگ برتر به حساب بیاید.

### استقلال
سامان در تاریخ ۱۰ مرداد ۱۴۰۲ با نظر و درخواست جواد نکونام به استقلال تهران پیوست.و اولین بازی خود را برای استقلال در هفته سیزدهم لیگ ۰۳–۱۴۰۲ در مقابل نساجی انجام داد که این مسابقه ۴ - ۰ با برد استقلال به پایان رسید.

### ملوان (سربازی)
وی در تاریخ ۷ شهریور ۱۴۰۳ برای گذراندن دوران سربازی با قراردادی قرضی به باشگاه فوتبال ملوان بندرانزلی پیوست. وی برای اولین بازی با پیراهن ملوان توانست در مقابل چادرملو اردکان با پاس گل برای تیمش گل بسازد.

## سابقه ملی

### تیم ملی امید ایران
وی یکی از بازیکنان ثابت ترکیب تیم ملی امید در مسابقات امید غرب آسیا، مسابقات مقدماتی قهرمانی زیر۲۳سال آسیا و بازی‌های آسیایی هانگژو با مربیگری رضا عنایتی بود که عملکرد بسیار خوبی داشت و همچنین وی توانست در بازی‌های آسیایی هانگژو در بازی مقابل تیم ملی امید ویتنام گل دوم ایران را به ثمر برساند.

### تیم ملی ایران
در آبان ۱۴۰۱ سامان تورانیان توسط کارلوس کیروش به تیم ملی فوتبال بزرگسالان ایران دعوت شد و و مقابل نیکاراگوئه دقایقی به میدان رفت.

## آمار باشگاهی
تا تاریخ ۲۰ شهریور ۱۴۰۳
| باشگاه         | دسته           | فصل            | لیگ  | لیگ | جام حذفی | جام حذفی | آسیا | آسیا | سوپر جام | سوپر جام | مجموع | مجموع |
| باشگاه         | دسته           | فصل            | بازی | گل  | بازی     | گل       | بازی | گل   | بازی     | گل       | بازی  | گل    |
| -------------- | -------------- | -------------- | ---- | --- | -------- | -------- | ---- | ---- | -------- | -------- | ----- | ----- |
| مس کرمان       | لیگ آزادگان    | ۲۰۲۰–۲۰۲۱      | ۴    | ۰   | ۲        | ۰        | –    | –    | –        | –        | ۶     | ۰     |
| مس کرمان       | لیگ آزادگان    | ۲۰۲۱–۲۰۲۲      | ۱۲   | ۲   | ۵        | ۰        | –    | –    | –        | –        | ۱۷    | ۲     |
| مس کرمان       | لیگ برتر       | ۲۰۲۳–۲۰۲۴      | ۲۵   | ۰   | ۲        | ۰        | –    | –    | –        | –        | ۲۷    | ۰     |
| مجموع مس کرمان | مجموع مس کرمان | مجموع مس کرمان | ۴۱   | ۲   | ۹        | ۰        | –    | –    | –        | –        | ۵۰    | ۲     |
| استقلال        | لیگ برتر       | ۲۰۲۴-۲۰۲۵      | ۳    | ۰   | ۰        | ۰        | –    | –    | –        | –        | ۳     | ۰     |
| مجموع استقلال  | مجموع استقلال  | مجموع استقلال  | ۳    | ۰   | ۰        | ۰        | –    | –    | –        | –        | ۳     | ۰     |
| ملوان          | لیگ برتر       |                | ۱    | ۰   | ۰        | ۰        | –    | –    | –        | –        | ۱     | ۰     |
| مجموع ملوان    | مجموع ملوان    | مجموع ملوان    | ۱    | ۰   | ۰        | ۰        | –    | –    | –        | –        | ۱     | ۰     |
| مجموع آمار     | مجموع آمار     | مجموع آمار     | ۴۴   | ۲   | ۹        | ۰        | ۰    | ۰    | ۰        | ۰        | ۵۳    | ۲     |

## افتخارات

### افتخارات باشگاهی

#### مس کرمان
- نایب قهرمانی لیگ دسته اول[۱۰]

#### استقلال تهران
- نایب قهرمانی لیگ برتر (۱): ۰۳–۱۴۰۲

ملوان‌بندرانزلی
- نایب قهرمانی جام حذفی (۱): ۰۴–۱۴۰۳

### افتخارات ملی
- نایب قهرمانی مسابقات امید غرب آسیا ۲۰۲۳